# Правик Володимир Павлович
Володимир Павлович Правик (13 червня 1962 , Чорнобиль, Київська область  — 11 травня 1986 , Москва ) — радянський офіцер, Герой СРСР, під час аварії на ЧАЕС начальник караулу 2-ї воєнізованої пожежної частини Управління внутрішніх справ Київського облвиконкому по охороні Чорнобильської АЕС, лейтенант внутрішньої служби.

## Біографія
Народився 13 червня 1962 року в місті Чорнобиль Київської області Української РСР в сім'ї службовця. Українець. Освіта середня.
В органах внутрішніх справ СРСР з 1979 року. У 1982 році закінчив Черкаське пожежно-технічне училище МВС СРСР. Служив начальником караулу 2-ї воєнізованої пожежної частини Управління внутрішніх справ Київського облвиконкому.
26 квітня 1986 року приблизно в 1 год. 23 хв. 47 с. на четвертому енергоблоці Чорнобильської АЕС стався вибух, який повністю зруйнував реактор. В результаті вибуху виникло понад 30 осередків пожежі, порушилася обшивка реактора та завалилася частина споруди машинного залу. Перший караул пожежної частини з охорони АЕС під командуванням лейтенанта Володимира Правика прибув до місця катастрофи менше ніж за три хвилини після тривожного сигналу. Вогонь став поширюватися у бік сусіднього третього блоку, загрожуючи дістатися машинної зали, в якій біля кожної турбіни стояли великі ємності з оливою, а також захопити кабельні тунелі, що призвело б до порушення системи управління і захисту всієї станції. Долю станції могла вирішити кожна секунда, і лейтенант В. Правик, правильно оцінивши обстановку, вирішив передати виклик № 3. Першу розвідку Володимир провів сам. Повноваження вирішувати були лише в нього, і помилитися у виборі подальших дій свого караулу і тих, хто незабаром прибуде їм на допомогу, він просто не мав права.
Колективний подвиг здійснили 28 бійців-пожежників в першу годину після аварії на Чорнобильській АЕС 26 квітня 1986 року. Особливо відзначилися тоді майстер спорту СРСР старший сержант Василь Ігнатенко, кандидат у майстри спорту лейтенант внутрішньої служби Віктор Миколайович Кібенок, першорозрядник лейтенант внутрішньої служби Володимир Павлович Правик, майор внутрішньої служби Леонід Петрович Телятников і багато інших.
Під час гасіння пожежі на Чорнобильській АЕС В. П. Правик отримав високу дозу опромінення. З підірваним здоров'ям він був відправлений на лікування до Москви. Помер у 6-й клінічній лікарні 11 травня 1986 року. Похований у Москві на Митинському кладовищі (ділянка 162).

## Нагороди, пам'ять
Указом Президії Верховної Ради СРСР від 25 вересня 1986 року за мужність, героїзм і самовіддані дії, проявлені при ліквідації аварії на Чорнобильській АЕС, лейтенанту внутрішньої служби Володимиру Павловичу Правику посмертно присвоєно звання Героя Радянського Союзу. Нагороджений орденом Леніна.
26 квітня 1996 за виняткову особисту мужність і самовідданість, високий професіоналізм, проявлені під час ліквідації аварії на Чорнобильській АЕС нагороджено відзнакою Президента України — зіркою «За мужність».
Зарахований навічно в списки особового складу воєнізованої пожежної частини УВС Київського облвиконкому.
- Пам'ятник Герою встановлено в місті Ірпінь Київської області. За ініціативи Ірпінського міського голови Володимира Карплюка у 2014 році було реконструйовано та відкрито Ірпінський міський парк імені В. Правика. Погруддя також знаходиться в Меморіальному комплексі жертвам Чорнобильської катастрофи (Київ) в Святошинському районі. Ім'я Героя увічнене на мармуровій плиті меморіалу «Героям-Чорнобильцям», зведеного в сквері на бульварі Верховної Ради Києва.
- Бюст Володимиру Правику встановлений на місці меморіалу Героям Чорнобиля в рідному для Володимира виші — Черкаському інституті пожежної безпеки імені Героїв Чорнобиля[3]. В музеї інституту зберігаються особисті речі героя.
- У селі Горностайпіль (колишнього Чорнобильського району) встановлено обеліск та його ім'ям назване поле.[4]
- Згадується у документальному фільмі «Чорнобиль: Два кольори часу» (Укртелефільм, 1986-88).
- Вулиця Правика у містах Черкаси, Городище, Переяслав, Вараш. Провулок Правика у місті Ямпіль

## Світлини

Погруддя в Ірпені
Погруддя на Меморіальному комплексі жертв Чорнобильської катастрофи в Києві (29.06.2019)
Плита меморіалу
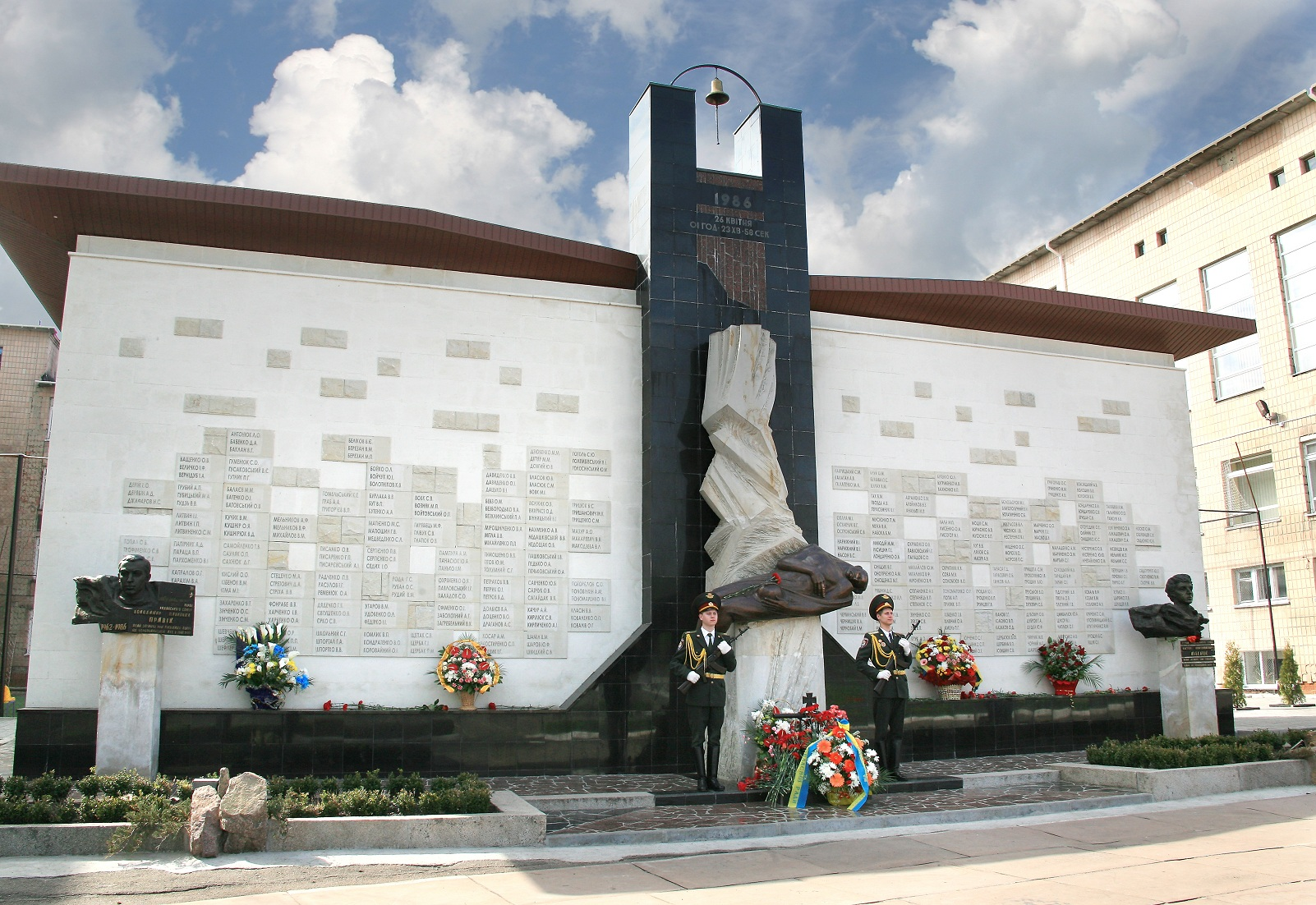
Меморіал Героям Чорнобиля в Черкаському інституті пожежної безпеки імені Героїв Чорнобиля